# Therezinha Ruiz
Therezinha Ruiz de Oliveira (Manaus, 18 de março de  1953) é uma política brasileira.
Também conhecida com Professora Therezinha, elegeu-se deputada estadual do Amazonas em 2006 pelo PFL. Seu maior número de votos deu-se entre os funcionários públicos da Educação. Defendeu o aumento salarial dos trabalhadores em educação da cidade de Manaus através de passeatas na Zona Leste e apoiou a greve de reajuste salarial em 2005.
Concorreu a reeleição em 2010 mas, com 18.710 votos, obteve a suplência.